# Arco da Calheta
Arco da Calheta is een plaats (freguesia) in de Portugese gemeente Calheta en telt 3.168 inwoners (2011). De plaats ligt aan de zuidwestelijke kust van het eiland Madeira.
Het kustplaatsje ligt in het zuidwesten van Madeira.  In de freguesia kan men stijgen van de kuststrook en laagvlakte, residentiële en landbouwzones, naar de beboste stroken en het hoogste deel in het gebergte. De naam refereert naar de boogvormige grens tussen de centraal gelegen laagvlakte en de heuvelflanken die deze vlakte in een boog omringen.
De bevolking van het kustplaatsje steeg in de 19e en 20e eeuw tot meer dan 5.900 inwoners rond 1940 maar daalde sindsdien stelselmatig tot 3.168 bij de census van 2011. In dat jaar was ook 19,8% van de bevolking ouder dan 65. Van de freguesias van Calheta is Arco da Calheta, samen met Calheta zelf diegene met de grootste bevolking.